# Міддлборн (Західна Вірджинія)
Міддлборн (англ. Middlebourne) — місто (англ. town) в США, в окрузі Тайлер штату Західна Вірджинія. Населення — 717 осіб (2020).

## Географія
Міддлборн розташований за координатами 39°29′42″ пн. ш. 80°54′36″ зх. д. / 39.49500° пн. ш. 80.91000° зх. д. (39.494921, -80.910037).  За даними Бюро перепису населення США в 2010 році місто мало площу 0,98 км², з яких 0,93 км² — суходіл та 0,04 км² — водойми.

## Демографія
Згідно з переписом 2010 року, у місті мешкало 815 осіб у 360 домогосподарствах у складі 228 родин. Густота населення становила 833 особи/км².  Було 405 помешкань (414/км²).
Расовий склад населення:
| - 99,3 % — білих |

До двох чи більше рас належало 0,7 %. Частка іспаномовних становила 0,2 % від усіх жителів.
За віковим діапазоном населення розподілялося таким чином: 23,7 % — особи молодші 18 років, 58,3 % — особи у віці 18—64 років, 18,0 % — особи у віці 65 років та старші. Медіана віку мешканця становила 42,5 року. На 100 осіб жіночої статі у місті припадало 85,2 чоловіків;  на 100 жінок у віці від 18 років та старших — 85,1 чоловіків також старших 18 років.
Середній дохід на одне домашнє господарство  становив 41 967 доларів США (медіана — 31 250), а середній дохід на одну сім'ю — 54 089 доларів (медіана — 43 542). Медіана доходів становила 38 295 доларів для чоловіків та 30 938 доларів для жінок. За межею бідності перебувало 23,7 % осіб, у тому числі 35,2 % дітей у віці до 18 років та 12,6 % осіб у віці 65 років та старших.
Цивільне працевлаштоване населення становило 306 осіб. Основні галузі зайнятості: освіта, охорона здоров'я та соціальна допомога — 26,1 %, роздрібна торгівля — 13,4 %, мистецтво, розваги та відпочинок — 9,8 %, будівництво — 8,8 %.